# Tanghi Argentini
Tanghi Argentini ist eine belgische Kurzfilmkomödie von Guy Thys aus dem Jahr 2006.

## Handlung
Kurz vor Weihnachten: André ist ein unscheinbarer Angestellter. Er chattet im Internet und lernt so eine tango-begeisterte Frau kennen, mit der er sich in 14 Tagen zu einer Milonga verabredet. André kann kein Tango tanzen und bittet daher seinen Kollegen Frans, der ein guter Tänzer ist, ihm Tango beizubringen. Frans lehnt erst ab, sei bei André doch längst das Feuer erloschen, stimmt dann jedoch zu, als André ihm den gleichen Vorwurf macht. Beide üben den Tango und sowohl André als auch Frans blühen dabei auf. Bei der Milonga lernt André, der Frans mitgebracht hat, seine Chatpartnerin Suzanne kennen. Sie ist begeistert, in André einen nach eigener Aussage langjährigen Tangotänzer zu treffen, und beide beginnen mit dem Tanz. André erhält immer wieder versteckt Anweisungen von Frans. Zunächst geht alles gut, doch reagiert André bei einer Wendung verschreckt und lässt Suzanne fallen. Diese kehrt enttäuscht allein an ihren Tisch zurück. André bittet Frans, mit ihr zu tanzen, könne er selbst doch keine Frauen trösten. Als Frans und Suzanne zu tanzen beginnen, verlässt André unbemerkt die Veranstaltung.
Am nächsten Tag ist Frans glücklich und bedankt sich bei André für den gestrigen Abend, auch wenn er nicht so verlaufen sei, wie André es sich sicherlich vorgestellt habe. Er weiß nicht, dass André die Vorweihnachtszeit damit verbringt, sämtliche alleinstehende Kollegen mit Frauen zu verkuppeln. So kann er nun Frans als neunten von zehn Kollegen von seiner Liste streichen. Nummer zehn ist der unscheinbare junge Patrick, zu dem sich André als Nächstes begibt. Er habe, so erzählt er ihm, eine Frau kennengelernt, die gerne Gedichte schreibt …

## Produktion
Tanghi Argentini wurde in Gent gedreht. Die Kostüme schuf Kristin Van Passel, die künstlerische Oberleitung hatte Johan Van Essche inne. Der Film wurde erstmals 2006 in Belgien gezeigt und lief in der Folgezeit auf zahlreichen internationalen Festivals, darunter dem Aspen Shortsfest, dem Festival du Court-Métrage de Clermont-Ferrand und dem L.A. Shorts Fest.

## Auszeichnungen (Auswahl)
Auf dem Ghent International Film Festival wurde Tanghi Argentini 2006 als bester belgischer Kurzfilm ausgezeichnet. Im Jahr 2007 gewann der Film auf dem Almería International Short Film Festival und dem Aspen Shortsfest den Publikumspreis. Der Film erhielt im selben Jahr auf dem Festival du Court-Métrage de Clermont-Ferrand den Publikumspreis, den Fernand Raynaud Award und den Mediatheques Award. Auf dem L.A. Shorts Fest wurde der Film als bester ausländischer Film ausgezeichnet. Tanghi Argentini wurde 2008 für einen Oscar in der Kategorie Bester Kurzfilm nominiert.